# 施米德贝格
施米德贝格是德国萨克森州的一个市镇。总面积40.76平方公里，总人口4490人，其中男性2245人，女性2245人（2011年12月31日），人口密度110人/平方公里。